# Malleray
Pour les articles homonymes, voir Malleray (homonymie).
Malleray est une localité et une ancienne commune suisse du canton de Berne, située dans l'arrondissement administratif du Jura bernois. Elle fait désormais partie de la commune fusionnée de Valbirse.

## Géographie

### Situation

Photo aérienne (1958)

Malleray se situe dans la vallée de Tavannes, orientée d’ouest en est, où coule la Birse, affluent du Rhin. Elle se situe entre deux montagnes boisées, le mont Moron (1 336 m) au nord, plus haut sommet de la commune, et le Montoz  (1 328 m) au sud. Comme les autres villages de la vallée, Malleray est construit sur les bords de la Birse, à environ 700 m d'altitude, et s'est développé le long de la route 6.

### Accès

#### Accès ferroviaires
Malleray est située sur la ligne ferroviaire Sonceboz-Sombeval – Moutier (– Solothurn). La gare de Malleray-Bévilard est commune aux deux villages attenants qui forment une petite agglomération. 

#### Accès routiers
La commune est traversée par la route 30 (E27) qui prend le nom de Grand'Rue dans la traversée du village. On peut accéder à Malleray par l'autoroute A16 (Transjurane), depuis la sortie n° 15 (Court) ou bien la sortie n° 16 (Loveresse - Reconvilier).

## Économie
Jusqu'à la deuxième moitié du XIXe siècle, Malleray est demeuré un village rural, voué exclusivement aux professions paysannes et artisanales. L'apparition de l'industrie est allée de pair avec l’ouverture de la ligne de chemin-de-fer Bienne-Moutier, en 1876.
Cette phase d'industrialisation s’est caractérisée par l’ouverture de nombreux ateliers de petite mécanique et d’horlogerie. Aujourd'hui, plusieurs entreprises de ces secteurs sont en plein essor, comme Daniel Charpilloz DC Swiss (fabrique d’outils de précision), Affolter (pignons d’horlogerie, machine-outil de taillage CNC), José Gerber SA (tôlerie industrielle) ou Sylvac SA (instruments de mesure).

## Manifestations
- Open air de cinéma.
- Fête du village (une fois tous les deux ans).

## Lieux et monuments

### La Tour de Moron

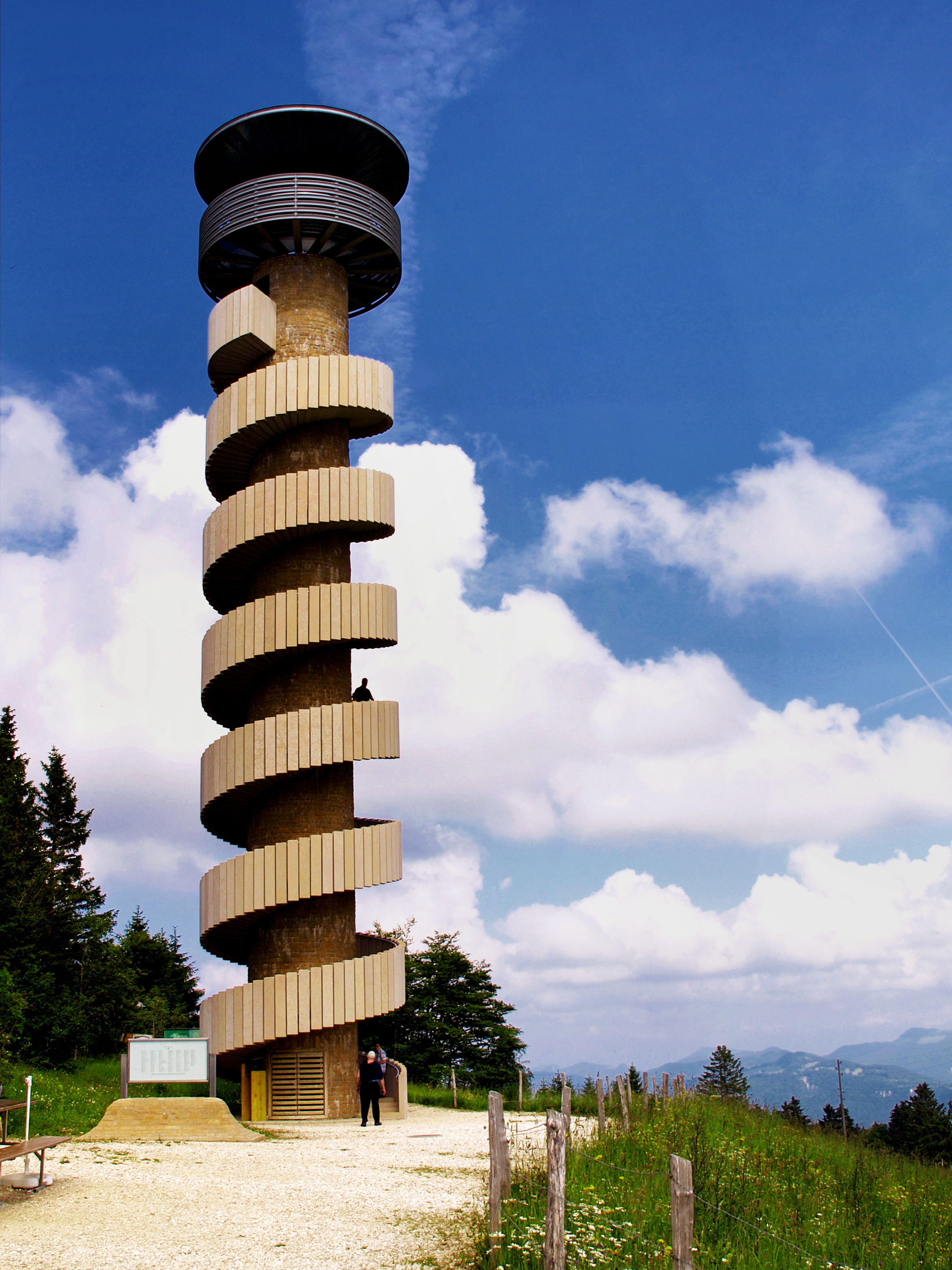
Tour de Moron

La Tour de Moron, conçue par Mario Botta et construite entre 2000 et 2004 par 600 apprentis maçons de Suisse dans le cadre de leur formation. Une table d'orientation existe au sommet de la tour. Elle permet de nommer tous les sommets des alentours.

### Architecture sacrée
- Église catholique édifiée en 1971 (vitraux de Jean-François Comment).